# Johan Bakayoko
Saint-Cyr Johan Bakayoko (Overijse, 2003. április 20. –) belga válogatott labdarúgó, csatár. A Bundesligában szereplő RB Leipzig játékosa.

## Pályafutása

### PSV Eindhoven
2019-ben 16-évesen csatlakozott a holland klubhoz. Az első éveiben az U17-es és az U19-es csapatot erősítette. Pályára lépett az U18-as és az U21-es csapatokban is.

#### A felnőttcsapatban
2021. november 7-én Roger Schmidt irányítása alatt a Fortuna Sittard elleni 4–1-es győztes bajnokin került be első alkalommal a keretbe.
2022. február 8-án debütált a NAC Breda elleni 4–0-ra megnyert holland kupa-mérkőzés utolsó tíz percében Érick Gutiérrez váltva. Március 6-án a bajnokságban is bemutatkozott, hazai környezetben a Heracles Almelo  elleni 3–1-es győzelem során.
A 2022–2023-as idényben megszerezte első sikerét a csapatban, miután 5–3-ra legyőzték az AFC Ajax együttesét a holland szuperkupában.
Augusztus 6-án szerezte meg első találatát hazai környezetben az FC Emmen ellen. A találkozó első gólját szerezte a 18. percben Xavi Simons asszisztját követően.

### RB Leipzig
2025. július 17-én egy ötéves szerződést írt alá az RB Leipzig csapatával.

## Statisztika
2025. július 18-i állapot szerint
| Klub             | Szezon           | Bajnokság        | Bajnokság | Bajnokság | Kupa  | Kupa  | Nemzetközi kupa | Nemzetközi kupa | Egyéb | Egyéb | Összes | Összes |
| Klub             | Szezon           | Liga             | Mérk.     | Gólok     | Mérk. | Gólok | Mérk.           | Gólok           | Mérk. | Gólok | Mérk.  | Gólok  |
| ---------------- | ---------------- | ---------------- | --------- | --------- | ----- | ----- | --------------- | --------------- | ----- | ----- | ------ | ------ |
| Jong PSV         | 2020/21          | Eerste Divisie   | 19        | 1         | —     | —     | —               | —               | —     | —     | 19     | 1      |
| Jong PSV         | 2021/22          | Eerste Divisie   | 32        | 17        | —     | —     | —               | —               | —     | —     | 32     | 17     |
| Jong PSV         | 2022/23          | Eerste Divisie   | 6         | 2         | —     | —     | —               | —               | —     | —     | 6      | 2      |
| Jong PSV         | 2024/25          | Eerste Divisie   | 1         | 0         | —     | —     | —               | —               | —     | —     | 1      | 0      |
| Jong PSV         | Összesen         | Összesen         | 58        | 20        | —     | —     | —               | —               | —     | —     | 58     | 20     |
| PSV Eindhoven    | 2021/22          | Eredivisie       | 3         | 0         | 1     | 0     | 0               | 0               | —     | —     | 4      | 0      |
| PSV Eindhoven    | 2022/23          | Eredivisie       | 23        | 5         | 4     | 1     | 5               | 1               | 1     | 0     | 33     | 7      |
| PSV Eindhoven    | 2023/24          | Eredivisie       | 33        | 12        | 2     | 1     | 12              | 1               | 1     | 0     | 44     | 14     |
| PSV Eindhoven    | 2024/25          | Eredivisie       | 30        | 9         | 3     | 1     | 12              | 2               | 1     | 0     | 46     | 12     |
| PSV Eindhoven    | Összesen         | Összesen         | 89        | 26        | 10    | 3     | 29              | 4               | 3     | 0     | 131    | 33     |
| RB Leipzig       | 2025/26          | Bundesliga       | 0         | 0         | 0     | 0     | 0               | 0               | 0     | 0     | 0      | 0      |
| RB Leipzig       | Összesen         | Összesen         | 0         | 0         | 0     | 0     | 0               | 0               | 0     | 0     | 0      | 0      |
| KARRIER ÖSSZESEN | KARRIER ÖSSZESEN | KARRIER ÖSSZESEN | 147       | 46        | 10    | 3     | 29              | 4               | 3     | 0     | 189    | 53     |

Jegyzetek
1. ↑  Mérkőzése(i) a(z) Bajnokok Ligája (selejtezőjében) és a(z) Európa Ligában
2. 1 2 3  Mérkőzése(i) a(z) Johan Cruijff Schaal-ben
3. ↑  Mérkőzése(i) a(z) Bajnokok Ligájában ebből négy a selejtezőben
4. ↑  Mérkőzése(i) a(z) Bajnokok Ligájában

### A válogatottban
2025. július 17-i állapot szerint
| Belgium  | Belgium | Belgium |
| Év       | Mérk.   | Gólok   |
| -------- | ------- | ------- |
| 2023     | 9       | 1       |
| 2024     | 9       | 0       |
| ÖSSZESEN | 18      | 1       |